# Ulrich Wilhelm Schwerin von Schwanenfeld
Ulrich Wilhelm Schwerin von Schwanenfeld, född 21 december 1902 i Köpenhamn, död 8 september 1944 i Plötzenseefängelset, var en tysk godsägare, officer och motståndskämpe mot den nazistiska regimen.
Redan i mitten av 1930-talet ansåg Schwerin att Adolf Hitler borde undanröjas. År 1942 blev han ordonnansofficer hos generalfältmarskalk Erwin von Witzleben, en av de tongivande motståndarna mot Hitler. Den 20 juli 1944 förövades ett attentat mot Hitler i Wolfsschanze och Schwerin greps påföljande dag. Den 21 augusti 1944 dömdes han till döden av Volksgerichtshof och avrättades genom hängning den 8 september samma år.
Han är begravd på Waldfriedhof Dahlem.